# The Lost Generation
The Lost Generation war eine R&B-, Soul- und Pop-Gesangsgruppe, die 1969 in Chicago, Illinois gegründet wurde. Den größten Erfolg hatte die Formation 1970 mit der Ballade The Sly, Slick, and the Wicked, die sich in den  R&B- und den Popcharts platzierte.

## Bandgeschichte
Gründungsmitglieder der Band waren die Sänger Fred Simon, Jesse Dean, Larry Brownlee und Leadsänger Lowrell Simon. Letzterer und Dean waren zuvor Mitglieder der Gesangsgruppe The Vondells (Lenora / Valentino, 1964), Brownlee gehörte zur Soulband The C. O. D.’s (Michael (The Lover), 1966). Mit dem Songwriter Gus Redmond, der auch Co-Autor einiger Lieder der Lost Generation ist, verband Lowrell Simon bereits eine Jugendfreundschaft. Dean kam nach seinem Militärdienst zur Gruppe.
Als Lowrell Simons Freund Redmond 1969 Werbungs- und Marketing-Leiter bei Brunswick Records geworden war, stellte er die Band dem Produzenten Carl Davis vor. Es entstand das Lied The Sly, Slick, and the Wicked, geschrieben von Lowrell, Brownlee und Redmond, das bei Brunswick erschien. Der Titel wurde zum Hit in den R&B- (Platz 14) und Popcharts (Platz 30). Die Einnahmen ermöglichten dem Label, sich von dem bisherigen Besitzer Decca Records freizukaufen. The Sly, Slick, and the Wicked war 1970 neben ABC von The Jackson Five für den „Record of the Year Award“ der Plattenfirma World Record nominiert.
Eugene Record von The Chi-Lites schrieb das Lied Wait a Minute für The Lost Generation. Die Single kam im Herbst 1970 auf Platz 25 der R&B-Charts. Auch die Lieder Someday (Platz 48) und Talking the Teenage Language (Platz 35), die wie ihre Vorgänger vom Debütalbum The Sly, Slick and the Wicked stammen, wurden 1971 zu R&B-Hits. The Young, Tough and the Terrible (1972) und Pretty Little Angel Eyes (1973) verfehlten die Hitparade. Nach Streitigkeiten um Lizenzgebühren und Namensrechte trennte sich die Band von Brunswick. Mit dem beim Label Innovation II erschienenen Non-Album-Track Your Mission (If You Decide to Accept It) (Platz 65) folgte 1974 ein letzter Hit in den R&B-Charts. Danach löste sich die Gruppe auf.
Fred Simon und Larry Brownlee schlossen sich der Soulband Mystique des ehemaligen Impressions-Sängers Ralph Johnson an. Die Gruppe hatte 1977 drei kleine Hits in den R&B-Charts: What Would the World Be Without Music, Is It Really You und It Took a Woman Like You . Lowrell Simon hatte 1978 bis 1980 drei R&B-Charthits unter seinem Vornamen, am erfolgreichsten war Mellow, Mellow Right On (1979 Platz 32).

## Besetzung
- Lowrell Simon (* 18. März 1943 in Chicago, Illinois) – Leadgesang (Bruder von Fred Simon)
- Fred Edward Simon – Gesang (Bruder von Lowrell Simon)
- Jesse Dean – Gesang
- Larry F. Brownlee († 1978 in Chicago, Illinois) – Gesang

## Diskografie

### Alben
- 1970: The Sly, Slick and the Wicked (Brunswick 754164)
- 1972: Young, Tough and Terrible (Brunswick 754178)
- 1999: The Sly, Slick and the Wicked / Young, Tough and Terrible (Kompilation; beide Alben + 3 Bonustracks auf einer CD; Edsel 8016)

### Singles
| Jahr | Titel Album                                                  | Höchstplatzierung, Gesamtwochen, AuszeichnungChartplatzierungen (Jahr, Titel, Album, Platzierungen, Wochen, Auszeichnungen, Anmerkungen) | Höchstplatzierung, Gesamtwochen, AuszeichnungChartplatzierungen (Jahr, Titel, Album, Platzierungen, Wochen, Auszeichnungen, Anmerkungen) | Anmerkungen                                                                                   |
| Jahr | Titel Album                                                  | US | R&B | Anmerkungen                                                                                   |
| ---- | ------------------------------------------------------------ | --- | --- | --------------------------------------------------------------------------------------------- |
| 1970 | The Sly, Slick, and the Wicked The Sly, Slick and the Wicked | US30 (14 Wo.)US | R&B14 (13 Wo.)R&B | Erstveröffentlichung: Mai 1970 Autoren: Lowrell Simon, Larry Brownlee, Gus Redmond            |
| 1970 | Wait a Minute The Sly, Slick and the Wicked                  | — | R&B25 (5 Wo.)R&B | Erstveröffentlichung: Oktober 1970 Autor: Eugene Record                                       |
| 1971 | Someday The Sly, Slick and the Wicked                        | — | R&B48 (2 Wo.)R&B | Erstveröffentlichung: Januar 1971 Autoren: Lowrell Simon, Larry Brownlee, Gus Redmond         |
| 1971 | Talking the Teenage Language The Sly, Slick and the Wicked   | — | R&B35 (6 Wo.)R&B | Erstveröffentlichung: Mai 1971 Autoren: Lowrell Simon, Larry Brownlee, Gus Redmond            |
| 1974 | Your Mission (If You Decide to Accept It)                    | — | R&B65 (7 Wo.)R&B | Erstveröffentlichung: 23. August 1974 Autoren: George R. Davis, Lowrell Simon, Larry Brownlee |

Weitere Singles
- 1972: The Young, Tough and the Terrible (VÖ: Februar)
- 1973: Pretty Little Angel Eyes (VÖ: Februar)